# Hrabstwo Yakima
Hrabstwo Yakima (ang. Yakima County) – hrabstwo w stanie Waszyngton w Stanach Zjednoczonych. Hrabstwo zajmuje powierzchnię 4296,23 mil² (11 127,18 km²). Według szacunków United States Census Bureau w roku 2009 miało 239 054 mieszkańców. Siedzibą hrabstwa jest Yakima.
Hrabstwo powstało w 1865.
Na granicy hrabstwa Yakima z Lewis leży obszar chroniony Wilderness: Goat Rocks – Gifford Pinchot, którego najwyższym punktem jest wygasły wulkan Goat Rocks

## Miasta
| Miasta | CDP |
| --- | --- |
| - Grandview - Granger - Harrah - Mabton - Moxee - Naches - Selah - Sunnyside - Tieton - Toppenish - Union Gap - Wapato - Yakima - Zillah | - Ahtanum - Cliffdell - Cowiche - Donald - Eschbach - Gleed - Nile - Outlook - Parker - Satus - Summitview - Tampico - Terrace Heights - West Valley - White Swan |